# Jaltomata herrerae
Jaltomata herrerae är en potatisväxtart som först beskrevs av C. V Morton, och fick sitt nu gällande namn av T. Mione. Jaltomata herrerae ingår i släktet jaltomator, och familjen potatisväxter. Inga underarter finns listade i Catalogue of Life.

## Bildgalleri

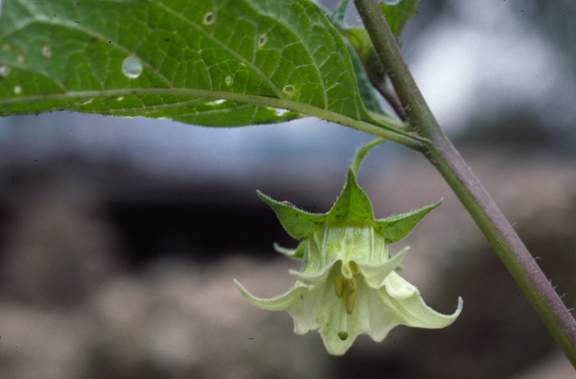